# Georgica
Georgica (av grekiska ge, jord, och ergon, arbete), är Vergilius andra stora verk bestående av totalt fyra böcker. Det är skrivet mellan 38 och 31 f. Kr. och är en lärodikt som skildrar bondens liv och arbete. Mer än en handbok är verket en poetisk lovsång till den italiske bondens verklighet och till landet Italia.

## Översättningar till svenska
Virgilii Bucolica och Georgica översatt av Gudmund Jöran Adlerbeth, Stockholm: Johan A. Carlbohm, 1807
Georgica tolkad och kommenterad av Ingvar Björkeson, förord av Malte Persson, Stockholm: Natur och Kultur, 2019